# Omphalotropis vohimenae
Omphalotropis vohimenae là một loài ốc nhỏ sống ở đầm ngập mặn có nắp, là động vật thân mềm chân bụng sống trên cạn, trong họ Assimineidae.
Đây là loài đặc hữu của Madagascar. Môi trường sống tự nhiên của nó là các khu rừng khô nhiệt đới hoặc cận nhiệt đới.